# محمد حاج مختار
محمد حاج مختار حسن هو كاتب و مؤرخ ، من أهل الصومال.
المختار مقيم بالولايات المتحدة الأمريكية ويعمل استاذا للتاريخ بجامعة سفانا بولاية جورجيا. من أثاره:
- «تاريخ الاستعمار الإيطالي في الصومال حتى عام 1908»، رسالة ماجستير في التاريخ الحديث مقدمة إلى جامع الأزهر 1973
- «الصومال الإيطالي في فترة الوصاية حتى الاستقلال 1950 – 1960»، رسالة مقدمة للحصول على درجة الدكتوراه في التاريخ الحديث، جامعة الأزهر، 1983.[2]